# Pterodoras rivasi
Pterodoras rivasi är en fiskart som först beskrevs av Fernández-yépez, 1950.  Pterodoras rivasi ingår i släktet Pterodoras och familjen Doradidae. Inga underarter finns listade i Catalogue of Life.